# Sępopol (gmina)
Sępopol – gmina miejsko-wiejska w Polsce położona w województwie warmińsko-mazurskim, w powiecie bartoszyckim. W latach 1975–1998 gmina administracyjnie należała do województwa olsztyńskiego.
Siedziba gminy to Sępopol.
Według Narodowego Spisu Powszechnego 31 marca 2011 gminę zamieszkiwało 6779 osób, z czego 2127 w mieście Sępopol, a 3233 – na obszarach wiejskich gminy. Natomiast według danych z 31 grudnia 2019 roku gminę zamieszkiwało 6182 osób.

## Struktura powierzchni
Według danych z roku 2002 gmina Sępopol ma obszar 246,58 km², w tym:
- użytki rolne: 72%
- użytki leśne: 17%

Gmina stanowi 18,84% powierzchni powiatu.

## Demografia

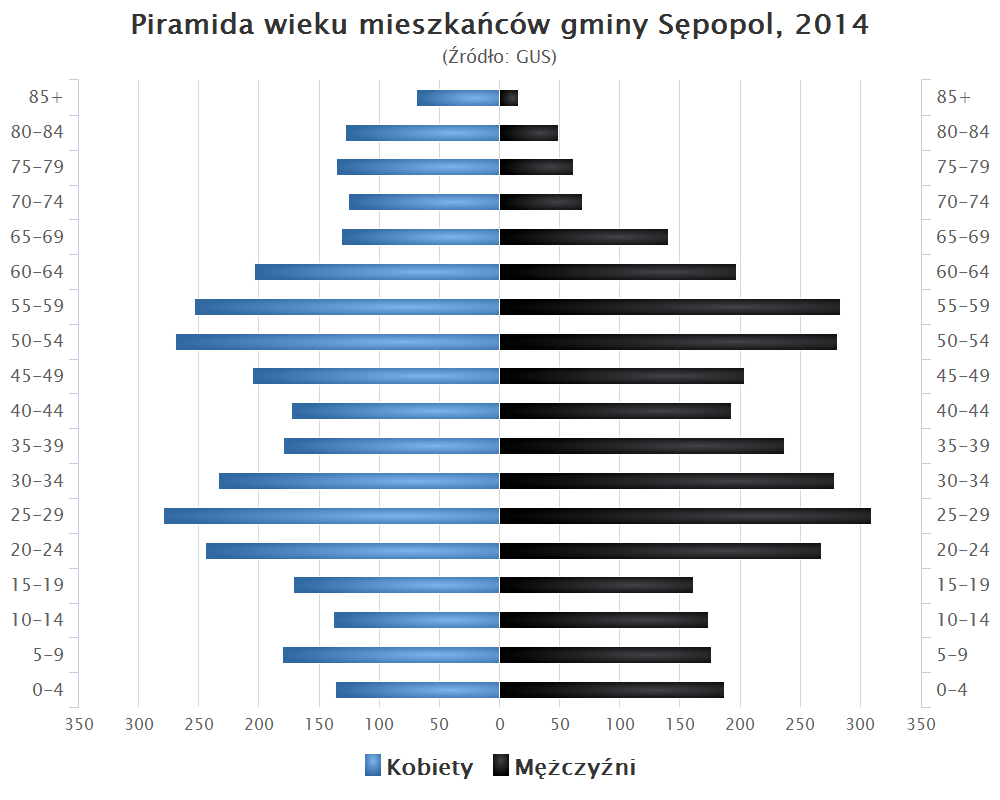
Piramida wieku mieszkańców gminy Sępopol w 2014 roku

Dane z 30 czerwca 2004:
| Opis                              | Ogółem | Ogółem | Kobiety | Kobiety | Mężczyźni | Mężczyźni |
| --------------------------------- | ------ | ------ | ------- | ------- | --------- | --------- |
| jednostka                         | osób   | %      | osób    | %       | osób      | %         |
| populacja                         | 6612   | 100    | 3379    | 51,1    | 3233      | 48,9      |
| gęstość zaludnienia (mieszk./km²) | 26,8   | 26,8   | 13,7    | 13,7    | 13,1      | 13,1      |

## Sąsiednie gminy
Gmina sąsiaduje z gminami: Barciany, Bartoszyce, Korsze. Jest to też gmina graniczna. Graniczy z rosyjskim obwodem królewieckim.